# Гламурний бізнес
«Гламурний бізнес» (англ. Like a Boss, «Як бос») — американська кінокомедія режисера Мігеля Артети за сценарієм Сема Пітмана і Адама Коула-Келлі. Головні ролі у фільмі виконують Тіффані Геддіш, Роуз Бірн і Сальма Гаєк.
Прем'єра фільму в США відбулася 10 січня 2020 року. В Україні — з 9 січня.

## Сюжет
Дружба двох найкращих подруг проходить перевірку, коли заснована ними косметична компанія отримує пропозицію про покупку.

## Акторський склад
- Тіффані Геддіш — Мел Пейдж
- Роуз Бірн — Міа Картер
- Сальма Гаєк — Клер Луна
- Біллі Портер
- Дженніфер Кулідж
- Ері Грейнор
- Каран Соні — Джош Тинкер
- Джессіка Сент-Клер
- Джиммі О. Ян
- Наташа Ротуелл
- Джейкоб Латімор

## Виробництво
У жовтні 2017 року було оголошено, що студія Paramount Pictures придбала сценарій авторства Сема Пітмана і Адама Коула-Келлі, тоді відомого під назвою «Партнери з обмеженою відповідальністю» (англ. Limited Partners). Тіффані Хеддіш була оголошена в якості виконавиці головної ролі, тоді як Пітер Принципато, Ітай Райса і Джоел Задак були оголошені в якості продюсерів під банером їх студії Artists First (раніше відомої як Principato-Young Entertainment).
У липні 2018 року Мігель Артета був оголошений в якості режисера. У тому ж місяці до фільму приєдналася Роуз Бірн. У вересні 2018 року було оголошено, що до фільму приєдналася Сальма Гаєк. У жовтні того ж року до акторського складу фільму долучилися Ері Грейнор, Джейкоб Латімор, Каран Соні, Джиммі О. Ян, Джессіка Сент-Клер і Біллі Портер.
У липні 2019 року було оголошено, що фільм отримав назву «Як бос».

## Реліз
Прем'єра фільму в США відбудеться 10 січня 2020 року. Раніше вона була намічена на 28 червня 2019 року.